# Quay Dash
Quay Dash (Bronx, Nova Iorque, 17 de Setembro de 1992) é uma rapper, cantora e compositora norte-americana. Descoberta e influenciada pela rapper Contessa Stuto, ela começou sua carreira musical em Outubro em 2013, lançando seu primeiro single "Satans Angel" com apoio do selo independente CuntMafia. Depois de vários lançamentos de singles soltos, em 17 de Setembro de 2016, Quay Dash lançou seu EP de estréia nomeado "Trasphobic".

## Vida e Carreira
Quay Dash foi nascida e criada em Bronx, Nova York. Durante a adolescência, ela estudou no Ramapo Senior High School na turma de 2010, logo depois, estudou Marketing de Moda no Berkeley College. Em 2013, foi descoberta pela rapper Contessa Stuto (mesma responsável por descobrir Azealia Banks), e a trouxe para seu selo independente, a "CuntMafia". Seu primeiro single lançado foi "Satans Angel" produzido por JX Cannon, e teve uma aparição no videoclipe "Reign in Ratchet" de Contessa. Desde então, entre 2014 e 2015, Quay Dash veio lançando vários single soltos como "BKLYN", "Ain't Gon' Stop It", "New York Boom Bap", "Pop Triggaz", "Off The Books" e "You Make Me Cray", além de participar da música "Do That Baby" de Cakes Da Killa. Em 16 de Agosto de 2016, Quay se juntou aos produtores Celestial Trax e Orlando Volcano para estar no álbum "Thru Our Eyes, Pt. 1" com a faixa "Willin'" composta pela mesma, e no dia 17 de Setembro, data de seu 24° aniversario, a rapper lançou seu EP de estréia "Transphobic".
Por ser uma artista transexual, Quay contou em entrevista que é difícil receber qualquer tipo de apoio dos produtores e engenheiros de som, mas acrescentou: "Meus fãs são o que mais significam para mim e eu quero continuar a fazer músicas para eles, porque eles são os únicos que me mantém motivada para continuar". A rapper tem como objetivo transmitir as suas experiencias de vida e apoiar a comunidade LGBT através de suas canções.

## Trabalhos

### EP's
| CD            | Ano                    |
| ------------- | ---------------------- |
| Transphobic   | 17 de Setembro de 2016 |
| Satan's Angel | 10 de Abril de 2017    |

### Videoclipes
- 2014: Ain't Gon' Stop It / BKLYN
- 2015: You Make Me Cray
- 2017: I Need A Bag
- 2017: Decline Him